# فرناندو سايز
فرناندو سايز (بالبرتغالية: Fernando Saez) (مواليد 2 أكتوبر 1974) هو سبّاح برازيلي، مثّل بلاده في الألعاب الأولمبية الصيفية 1996.

## روابط خارجية
فرناندو سايز على موقع الاتحاد الدولي للسباحة (الإنجليزية)
- فرناندو سايز على موقع اللجنة الأولمبية الدولية (الإنجليزية)
- فرناندو سايز على موقع أوليمبيديا (الإنجليزية)